# مادالینا دیانا گنه‌آ
مادالینا دیانا گنه‌آ (به رومانیایی: Mădălina Diana Ghenea) (زاده ۸ اوت ۱۹۸۸) بازیگر و مدل رومانیایی است.
از فیلم‌های معروف او می‌توان به بازی در فیلم های جوانی و زولندر ۲ اشاره کرد. او در فیلم خانه مد گوچی در نقش سوفیا لورن ظاهر شد.